# Anastasiya Kuzmina
Anastasiya Kuzmina (slowakisch Anastázia Kuzminová, russisch Анастасия Владимировна Кузьмина, geborene Schipulina, russisch Шипулина; * 28. August 1984 in Tjumen, Russische SFSR, Sowjetunion) ist eine slowakische Biathletin russischer Herkunft und dreimalige Olympiasiegerin sowie Weltmeisterin im Biathlon.

## Biographie
Kuzmina betreibt seit 1999 Biathlon. Sie lebte lange in Tjumen und startete dort für Dinamo Tjumen.

### Juniorenbereich und Weltcupdebüt (bis 2007)
Kuzmina war schon im Juniorenbereich äußerst erfolgreich. Bei den Juniorenweltmeisterschaften 2002 in Ridnaun gewann sie eine erste Medaille, Silber mit der russischen Staffel. Ein Jahr später gewann sie in Kościelisko Staffelgold sowie Silber im Einzel und in der Verfolgung. 2004 folgte in Haute-Maurienne erneut der Gewinn von Staffelsilber, 2005 in Kontiolahti gewann sie nochmal Staffelgold und Bronze im Sprint. 2004 startete sie erstmals bei Junioreneuropameisterschaften in Minsk. Hier gewann sie Gold mit der Staffel und Silber hinter Krystyna Pałka in der Verfolgung. Im folgenden Jahr startete sie ein zweites Mal bei Junioreneuropameisterschaften. In Nowosibirsk gewann sie hinter Anna Bulygina Silber im Sprint und Gold im anschließenden Einzel.
2005 gab Kuzmina in Obertilliach ihr Debüt im Europacup. Im Einzel wurde sie Siebte. In Obertilliach gewann sie ein Sprintrennen. Anfang 2006 gab sie in Oberhof ihr Debüt im Biathlon-Weltcup. Im Sprint wurde sie 63., bei der anschließenden Verfolgung 37. In der nächsten Saison gewann sie in Östersund als 13. erste Weltcuppunkte und erreichte ihr bislang bestes Weltcupergebnis – die Saison beendete sie jedoch vorzeitig nach der zweiten Weltcupstation in Hochfilzen, da sie ihr erstes Kind erwartete.

### WM-Medaillen und erster Olympiasieg (2008 bis 2011)
Während der Pause wechselte Kuzmina den Verband und tritt seitdem für die Slowakei an. Besonders erfolgreich in ihrer ersten Saison für ihr neues Land wurden die Biathlon-Weltmeisterschaften 2009 in Pyeongchang. Dort gewann sie völlig überraschend hinter Olga Saizewa die Silbermedaille im Massenstart. Auch zuvor hatte sie mit den Rängen 29 im Einzel, sieben im Sprint – zugleich ihre erste Top-Ten-Platzierung in einem Weltcup-Rennen – sowie 17 im Verfolgungsrennen sehr gute Ergebnisse erzielt. Nicht weniger erfolgreich begann die eine Woche später in Ufa beginnenden Biathlon-Europameisterschaften. Kuzmina gewann die Titel im Sprint und der Verfolgung.
Bei den Olympischen Winterspielen 2010 in Vancouver gewann sie die Goldmedaille im Sprint sowie Silber in der Verfolgung. Gleichzeitig war es ihr erster Weltcupsieg und das erste Gold für die Slowakei bei Olympischen Winterspielen, der Slowake Ondrej Nepela hat bei Olympischen Winterspielen 1972 in Sapporo in tschechoslowakischen Farben Gold gewonnen. In der folgenden Saison siegte sie in Hochfilzen im Sprint und platzierte sich häufig in den Top Ten. Nachdem sie die Stationen in Presque Isle und Fort Kent ausgelassen hatte, lief sie beim ersten Einzelwettbewerb der Biathlon-Weltmeisterschaften 2011 in Chanty-Mansijsk im Sprint auf den dritten Platz.

### Weltcup-Erfolge und zweiter Olympiasieg (2012 bis 2014)

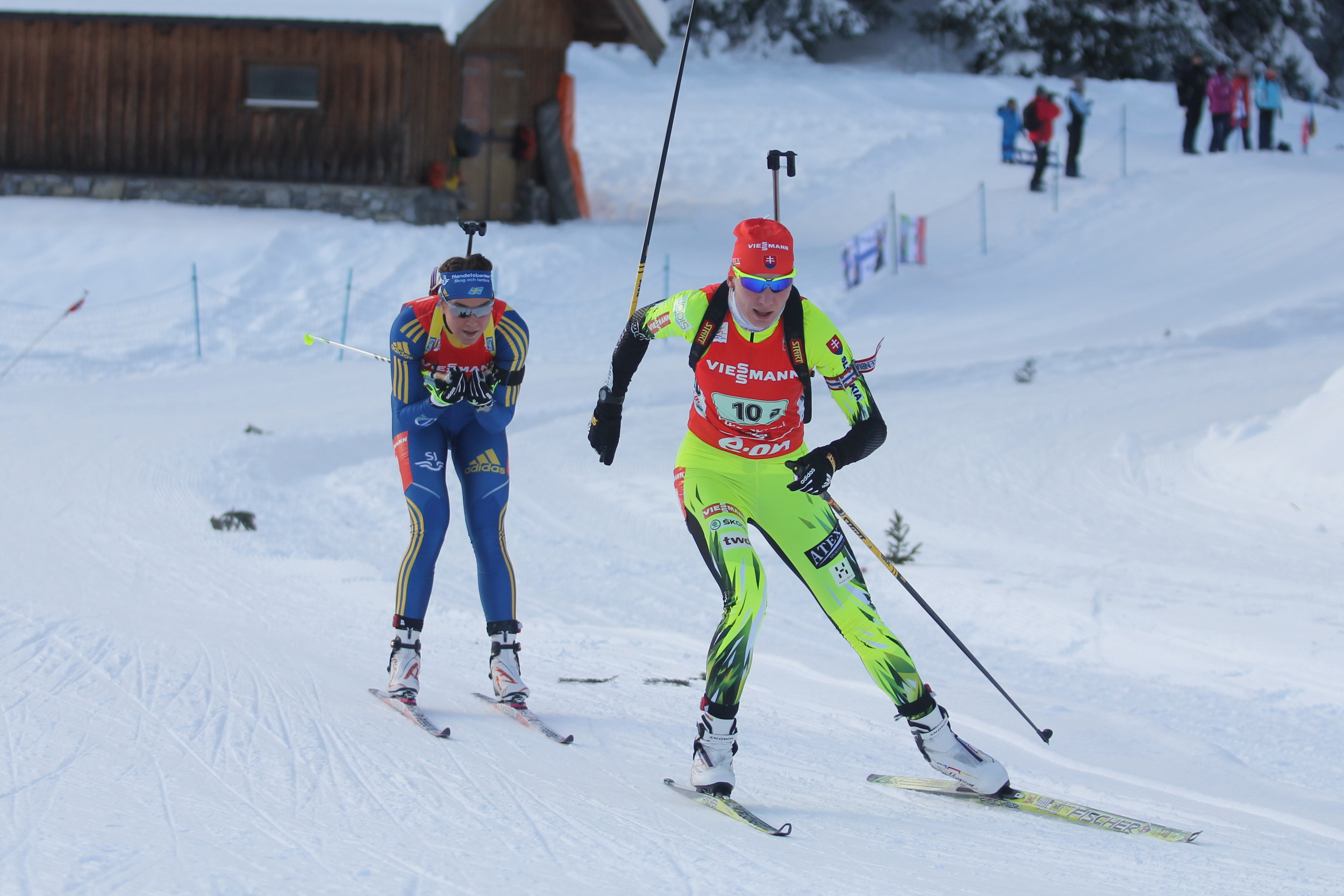
Kuzmina neben Anna-Karin Strömstedt 2012

In den beiden folgenden Saisons 2011/12 und 2012/13 stabilisierte Kuzmina sich in der Weltspitze. Sie erreichte regelmäßig die vorderen Ränge und war in der Gesamtweltcup-Top-10 vertreten. Allerdings konnte sie keine weiteren WM-Medaillen gewinnen.
Bei den Olympischen Winterspielen 2014 in Sotschi gewann sie dann ihre zweite Goldmedaille im Sprint und zum Abschluss des Weltcups in Oslo zwei weitere Rennen. Zum Ende der Saison startete sie vom 4. bis zum 7. April 2014 beim Arctic Circle Race, einem 160-km-Langdistanzrennen auf Grönland, und beendete das Rennen als Zweite hinter Niviaq Chemnitz Berthelsen.

### Comeback, erfolgreichste Saison und dritter Olympiasieg (2016 bis 2018)
Nach einer zweiten Schwangerschaftspause 2014 kehrte Kuzmina auch 2015 nicht wieder zum Biathlon zurück. Erst im März 2016 bestritt sie bei einem IBU-Cup ihr erstes Rennen, im Dezember desselben Jahres gab sie dann auf der Pokljuka ihr Comeback im Weltcup, wobei sie bereits im ersten Rennen den sechsten Platz erreichte. Sie bestritt allerdings nicht die ganze Saison 2016/17, die insgesamt mit dem 40. Rang im Gesamtweltcup weniger erfolgreich verlief.
Im Dezember 2017 gewann Anastasiya Kuzmina dann in Hochfilzen ihr erstes Weltcuprennen nach über drei Jahren. Bei den Olympischen Winterspielen 2018 in Pyeongchang gewann sie zwei Silbermedaillen, im Einzel und in der Verfolgung, sowie ihre insgesamt dritte Goldmedaille bei Olympischen Spielen im Massenstart. Insgesamt war die Saison 2017/18 mit fünf Siegen, dem Gewinn der kleinen Kristallkugeln für die Disziplinwertungen in Sprint und Verfolgung und dem zweiten Platz im Gesamtweltcup, nur drei Punkte hinter der Siegerin Kaisa Mäkäräinen, die erfolgreichste ihrer Karriere.

### Erster Weltmeistertitel und Karriereende (2019)

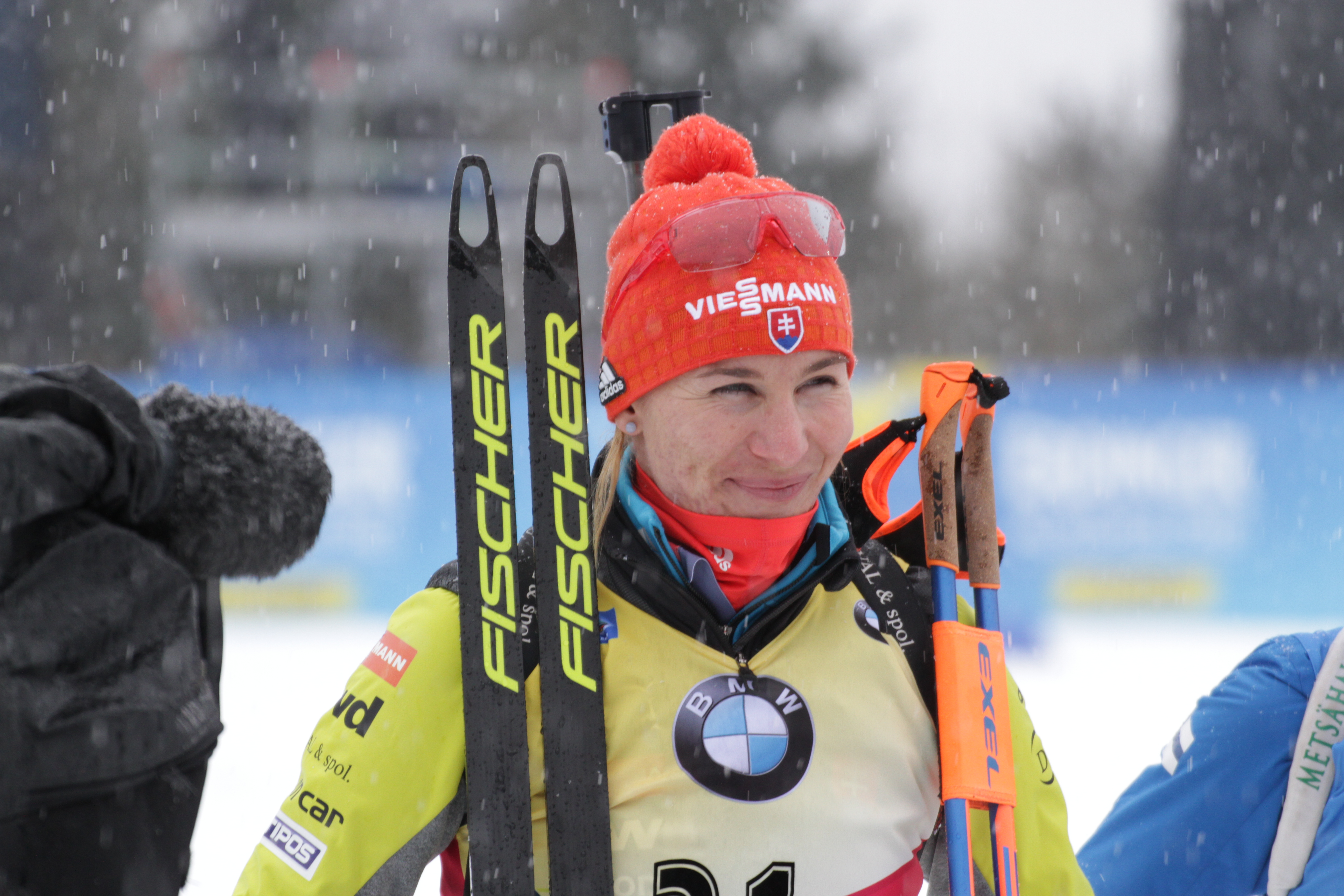
Anastasia Kuzmina 2018 in Oberhof

Im Herbst 2018 kündigte sie an, nach den Weltmeisterschaften 2019 in Östersund, bei denen sie zum ersten Mal einen WM-Titel gewinnen wollte, ihre Karriere zu beenden. Bereits beim ersten Wettbewerb dieser Veranstaltung, dem Sprint, erreichte sie ihr Ziel und wurde Weltmeisterin. Beim folgenden Weltcup-Finale in Oslo konnte sie Sprint und Verfolgung für sich entscheiden und wurde damit in ihrer letzten Saison noch einmal Dritte in der Gesamtwertung und siegte wieder in der Disziplinwertung für den Sprint.

### Erneutes Comeback (seit 2023)
Im Oktober 2023 kündigte Kuzmina an, wieder in den aktiven Leistungssport zurückkehren zu wollen. Ihr Ziel sei die Teilnahme an den Biathlon-Europameisterschaften 2024 in der Slowakei. Nach ihrer Teilnahme an den Europameisterschaften, bei denen sie in der Mixed-Staffel Zehnte wurde und in der Verfolgung ein 39. Platz ihr bestes Einzelergebnis war, nahm sie auch an drei Rennen der Biathlon-Weltmeisterschaften 2024 in Nové Město na Moravě teil, allerdings ohne nennenswerte Erfolge. 
Im Sommer 2024 bestritt Kuzmina erstmals seit 2018 wieder eine komplette Saisonvorbereitung. Zunächst nahm sie im Dezember 2024 am IBU-Cup teil. In Obertilliach konnte sie drei Ergebnisse rund um Platz 10 feiern und nahm anschließend im Januar 2025 an drei Weltcup-Wochenenden teil. Ihr bestes Ergebnis waren zwei 31. Ränge in Oberhof.

## Privates
Anastasiya Kuzmina ist die Schwester des ehemaligen russischen Biathleten Anton Schipulin. Mit dem russischstämmigen ehemaligen israelischen Langläufer Daniel Kuzmin, den sie 2008 heiratete, lebt sie in Banská Bystrica. Das Paar hat einen Sohn (* 2007) und eine Tochter (* 2014).

## Statistiken

### Weltcupsiege
| Nr. | Datum         | Ort                  | Disziplin   |
| --- | ------------- | -------------------- | ----------- |
| 1.  | 13. Feb. 2010 | Vancouver (OWS)      | Sprint      |
| 2.  | 10. Dez. 2010 | Hochfilzen           | Sprint      |
| 3.  | 19. März 2011 | Oslo                 | Verfolgung  |
| 4.  | 17. Jan. 2013 | Antholz              | Sprint      |
| 5.  | 22. März 2014 | Oslo                 | Verfolgung  |
| 6.  | 23. März 2014 | Oslo                 | Massenstart |
| 7.  | 9. Dez. 2017  | Hochfilzen           | Verfolgung  |
| 8.  | 14. Dez. 2017 | Le Grand-Bornand     | Sprint      |
| 9.  | 4. Jan. 2018  | Oberhof              | Sprint      |
| 10. | 6. Jan. 2018  | Oberhof              | Verfolgung  |
| 11. | 15. März 2018 | Oslo                 | Sprint      |
| 12. | 23. Dez. 2018 | Nové Město na Moravě | Massenstart |
| 13. | 17. Jan. 2019 | Ruhpolding           | Sprint      |
| 14. | 8. März 2019  | Östersund (WM)       | Sprint      |
| 15. | 21. März 2019 | Oslo                 | Sprint      |
| 16. | 23. März 2019 | Oslo                 | Verfolgung  |

### Biathlon-Weltcup-Platzierungen
Die Tabelle zeigt alle Platzierungen (je nach Austragungsjahr einschließlich Olympische Spiele und Weltmeisterschaften).
- 1.–3. Platz: Anzahl der Podiumsplatzierungen
- Top 10: Anzahl der Platzierungen unter den ersten zehn (einschließlich Podium)
- Punkteränge: Anzahl der Platzierungen innerhalb der Punkteränge (einschließlich Podium und Top 10)
- Starts: Anzahl gelaufener Rennen in der jeweiligen Disziplin
- Staffel: inklusive Mixed- und Single-Mixed-Staffeln

| Platzierung             | Einzel | Sprint | Verfolgung | Massenstart | Staffel | Gesamt |
| ----------------------- | ------ | ------ | ---------- | ----------- | ------- | ------ |
| 1. Platz                |        | 9      | 5          | 2           |         | 16     |
| 2. Platz                | 1      | 4      | 4          | 4           |         | 13     |
| 3. Platz                | 1      | 2      | 1          | 1           | 1       | 6      |
| Top 10                  | 10     | 32     | 25         | 18          | 21      | 106    |
| Punkteränge             | 19     | 69     | 57         | 33          | 45      | 223    |
| Starts                  | 23     | 78     | 61         | 33          | 45      | 240    |
| Stand: Ende Januar 2025 |        |        |            |             |         |        |

### Olympische Winterspiele
|                                          | Einzelwettbewerbe | Einzelwettbewerbe | Einzelwettbewerbe | Einzelwettbewerbe | Staffelwettbewerbe | Staffelwettbewerbe |
| Sprint                                   | Verfolgung        | Einzel            | Massenstart       | Damenstaffel      | Mixed-Staffel      |                    |
| ---------------------------------------- | ----------------- | ----------------- | ----------------- | ----------------- | ------------------ | ------------------ |
| Olympische Winterspiele 2010 Vancouver   | 1.                | 2.                | 39.               | 8.                | 13.                | –                  |
| Olympische Winterspiele 2014 Sotschi     | 1.                | 6.                | 27.               | 26.               | –                  | 5.                 |
| Olympische Winterspiele 2018 Pyeongchang | 13.               | 2.                | 2.                | 1.                | 5.                 | 20.                |

### Weltmeisterschaften
|                                                      | Einzelwettbewerbe | Einzelwettbewerbe | Einzelwettbewerbe | Einzelwettbewerbe | Staffelwettbewerbe | Staffelwettbewerbe |
| Sprint                                               | Verfolgung        | Einzel            | Massenstart       | Damenstaffel      | Mixed-Staffel      |                    |
| ---------------------------------------------------- | ----------------- | ----------------- | ----------------- | ----------------- | ------------------ | ------------------ |
| Weltmeisterschaften 2009 Pyeongchang                 | 7.                | 17.               | 29.               | 2.                | 13.                | 10.                |
| Mixed-Staffel-Weltmeisterschaft 2010 Chanty-Mansijsk |                   |                   |                   |                   |                    | 13.                |
| Weltmeisterschaften 2011 Chanty-Mansijsk             | 3.                | 6.                | 9.                | 9.                | 7.                 | 12.                |
| Weltmeisterschaften 2012 Ruhpolding                  | 10.               | 19.               | 10.               | 8.                | 8.                 | 7.                 |
| Weltmeisterschaften 2013 Nové Město na Moravě        | 17.               | 14.               | 4.                | 15.               | 8.                 | 7.                 |
| Weltmeisterschaften 2017 Hochfilzen                  | 8.                | 13.               | –                 | 22.               | 8.                 | –                  |
| Weltmeisterschaften 2019 Östersund                   | 1.                | 6.                | 58.               | 28.               | 6.                 | –                  |
| Weltmeisterschaften 2024 Nové Město na Moravě        | 61.               | -                 | -                 | -                 | 20                 | 16.                |